# Gustavo Sáenz de Sicilia
Gustavo Sáenz de Sicilia Olivares (25 de noviembre de 1885 – 15 de enero de 1950) fue un director, productor, periodista e ingeniero civil mexicano. Es considerado como una figura importante durante la era del cine mudo en México, así como también de su época dorada de cine. Durante su vida escribió para el Excélsior con el pseudónimo de Ingeniero Gallo. Fue también políticamente activo: como firme anticomunista, fundó el Partido Fascista Mexicano y la Confederación de la Clase Media.

## Primeros años
Gustavo nació en una rica familia de aristócratas cercanos al gobierno de Porfirio Díaz. Estudió en la Heroico Colegio Militar. Al graduarse, estudió ingeniería civil en diferentes países. Combatió en la Revolución mexicana en el bando de Victoriano Huerta. Según Valentín Campa, estuvo involucrado en el asesinato de Gustavo A. Madero. Fue miembro de la Secretaría de Relaciones Exteriores durante el gobierno de Álvaro Obregón, hasta que desertó a inicios de los años veinte.

## Carrera
Gustavo inició su carrera en el cine mudo en 1922, codirigiendo Aguiluchos Mexicanos con Miguel Contreras Torres. De igual manera debutó como director en 1923 con Atavismo. En 1928, con su hermano, Enrique, fundó la Compañía Nacional Productora de Películas, con el objetivo de revitalizar la industria del cine mexicano, teniendo como primer filme La boda del Rosario, protagonizada por Carlos Rincón Gallardo y escrita por el mismo Gustavo. En 1932, la compañía lanzó Santa, una de las primeras películas sonoras del país, misma que tuvo un gran éxito. En 1930, fundó la editorial Filmográfico, renombrada posteriormente como Cinema Reporter. En febrero de 1936, Sáenz grabó una manifestación anticomunista en Monterrey. Este filme fue prohibido por la Confederación Regional de Trabajadores Mexicanos, incidente que hizo que Gustavo abandonara la dirección.

## Actividad política

### Partido Fascista Mexicano
Fundó el Partido Fascista Mexicano en diciembre de 1922, teniendo como objetivo el empoderar a la clase media y contrarrestar la influencia comunista y bolchevique en el país. Gustavo anunció que para febrero del siguiente año el partido había alcanzado los cien mil miembros, con la posibilidad de alcanzar el millón en los próximos seis meses; cuando, en realidad, el partido pasó por desapercibido y se disolvió durante 1923.

### Confederación de la Clase Media
El 19 de junio de 1936, Gustavo y su hermano Enrique fundaron la Confederación de la Clase Media (CCM), caracterizado por ser de corte ultraderechista, fascista y abiertamente anticomunista. El objetivo principal era constituir una defensa social y unidad entre la clase media, ya que Gustavo consideraba que carecía de derechos y protección social; así como también unirse con la Juventud Nacionalista Mexicana, la Asociación Nacionalista de Pequeños Agricultores, la Acción Nacional Cívica y el Comité Pro-racial Nacional. El grupo se opuso fuertemente a la estructura del Gobierno de Lázaro Cárdenas y a las huelgas laborales a lo largo del mundo que ocurrían en ese periodo.
En agosto de 1936, Gustavo fue arrestado junto con otros ocho miembros por difundir propaganda de la Acción Revolucionaria Mexicanista en la Ciudad de México, organización de ultraderecha de donde varios miembros de la CCM venían.
El año siguiente, la CMM intentó organizar una conferencia anticomunista Iberoamericana en la Habana. Si bien esto fracasó, atrajo el interés de representantes de Italia, Alemania y España, que eran fascistas para ese año. A partir de 1939, la CMM se volvió inactiva, cuando ya el Gobierno mexicano venía enfrentando organizaciones de derecha después del levantamiento de Saturnino Cedillo un año antes. Miembros de la CMM ayudaron a establecer el Partido Revolucionario de Unificación Nacional para la campaña presidencial de Juan Andreu Almazán a cambio de apoyo financiero. Finalmente, se disolvió al inicio de la presidencia de Manuel Ávila Camacho.

## Filmografía
| Año  | Título                      | Director | Escritor | Productor | Notas                                            | Ref. |
| ---- | --------------------------- | -------- | -------- | --------- | ------------------------------------------------ | ---- |
| 1923 | Atavismo                    | Sí       | Sí       | Sí        |                                                  |      |
| 1926 | Un drama en la aristocracia | Sí       | Sí       | Sí        |                                                  |      |
| 1929 | La boda de Rosario          | Sí       | Sí       | Sí        |                                                  |      |
| 1932 | Santa                       | No       | No       | Sí        | También participó en la gestión de la producción |      |
| 1932 | Una vida por otra           | No       | Sí       | No        | Coescrito con John H. Auer y Carlos Noriega Hope |      |
| 1933 | El prisionero trece         | No       | No       | Sí        |                                                  |      |
| 1938 | La cuna vacía               | No       | Sí       | No        | Coescrito con Miguel Zacarías                    |      |
| 1949 | Rondalla                    | No       | Sí       | No        | Basado en Están llorando los trigales            |      |